# Лебяженское сельское поселение
Лебя́женское се́льское поселе́ние — муниципальное образование в составе Камышинского района Волгоградской области.
Административный центр — село Лебяжье.

## История
Лебяженское сельское поселение образовано 5 марта 2005 года в соответствии с Законом Волгоградской области № 1022-ОД.

## Население
| 2010  | 2012  | 2013  | 2014  | 2015  | 2016  | 2017  |
| ----- | ----- | ----- | ----- | ----- | ----- | ----- |
| 2122  | ↘1964 | ↘1842 | ↘1765 | ↘1745 | ↗1754 | ↘1709 |
| 2018  | 2019  | 2020  | 2021  |       |       |       |
| ↗1861 | ↘1851 | ↘1755 | ↗1793 |       |       |       |

## Состав сельского поселения
| № | Населённый пункт  | Тип населённого пункта       | Население |
| - | ----------------- | ---------------------------- | --------- |
| 1 | Грязнуха          | хутор                        | 79        |
| 2 | Карпунин          | хутор                        | 164       |
| 3 | Лебяжье           | село, административный центр | 1695      |
| 4 | Средняя Камышинка | село                         | 184       |

Также на территории сельского поселения находилось село Елхово.